# Pardosa oakleyi
Pardosa oakleyi este o specie de păianjeni din genul Pardosa, familia Lycosidae, descrisă de Gravely în anul 1924. Conform Catalogue of Life specia Pardosa oakleyi nu are subspecii cunoscute.